# Bayerbacher Bach
Der Bayerbacher Bach (auch Bayerbach genannt) ist ein 16 Kilometer langer Zufluss der Kleinen Laber in Bayern, Deutschland.

## Verlauf
Der Fluss entspringt im Landkreis Landshut bei Paindlkofen, Markt Ergoldsbach. Von seiner Quelle fließt der Bayerbacher Bach zumeist in nördliche Richtung unter anderem durch Feuchten, wo von Süden der Wildgraben aus Hölskofen speist, und erreicht danach Bayerbach. Dort fließt von Süden der Mühlbach zu. Zwischen Bayerbach und Penk mündet von Osten der Gerabach.
Nach Penk kommt von Westen der Stockaer Bach. Vor Greilsberg mündet der aus dem Ammerholz von Osten kommende Hillbach. Nach Greilsberg wechselt der Bach in den Landkreis Straubing-Bogen.
Bei Bruckhof kommt von Westen der Oberellenbach und fließt mit dem Bayerbacher Bach 400 Meter weiter als Triebwerkskanal für die ehemalige Mühle in Haimelkofen.
Die Mühle ist nicht mehr in Betrieb, weshalb das Wasser jetzt über eine Fischtreppe ins alte Bachbett fließt. Dort mündet von Osten der Asbach vom gleichnamigen Ort kommend, im sogenannten Sternloch in das Gewässer.
Damit erreicht der Flusslauf die sogenannten Bachorte. Der Bach durchfließt oder passiert westlich Haimelkofen und Hofkirchen.
Auf Höhe Osterham mündet von Osten der Ellenbach, der in den Wäldern am Poschenhof entspringt. Dort befinden sich im Holzteil Hundsruck zwei gefasste Quellen, der Kanapeebrunn und der Rattenbrunn. Westlich vorbei an Osterham und Weichs erreicht der Bach Ruhstorf und schließlich Laberweinting.
In Laberweinting trieb der Bach bis in die Mitte des 20. Jahrhunderts eine Mühle in der Straubinger Straße 2.
Dazu wurde zwischen Weichs und Laberweinting der Großteil des Wassers abgezweigt und über einen Mühlbach offen und teilweise verrohrt zur Mühle geleitet.
Nach der Mühle wurde das Wasser weiter nördlich in das Bett des Bayerbacher Bachs zurückgeführt. Die Mühle existiert nicht mehr. Der Mühlbach wurde verfüllt.
Am Ortsausgang Richtung Habelsbach fließt der Haadersbach von Osten zu. Nach 550 Metern mündet der Bayerbacher Bach bei Habelsbach in die Kleine Laaber.

## Einzugsgebiet
Das Einzugsgebiet des Bayerbacher Bachs umfasst etwa 69 Quadratkilometer.
Diese teilen sich in folgende Zuflüsse auf:

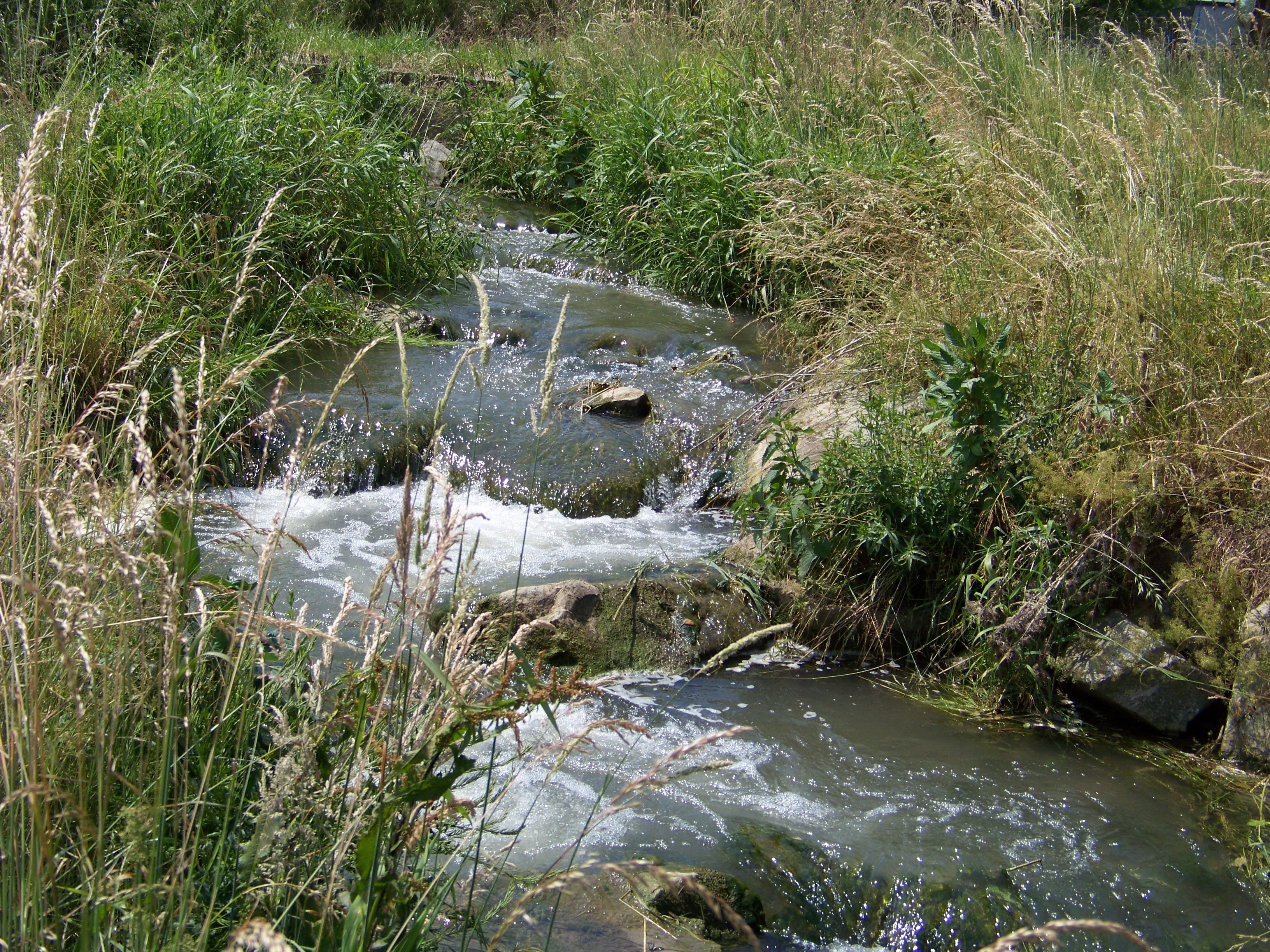
Fischtreppe im Bayerbach vor Haimelkofen

- Bayerbach 35,7569 Quadratkilometer
- Oberellenbach 14,1069 Quadratkilometer
- Asbach 7,2169 Quadratkilometer
- Ellenbach 4,1469 Quadratkilometer
- Sonstige 8,1569 Quadratkilometer

## Zuflüsse
- Wildbach (rechts)
- Mühlbach (rechts)
- Gerabach (rechts)
- Stockaer Bach (links)
- Hillbach (rechts)
- Oberellenbach (links)
- Asbach (rechts)
- Ellenbach (rechts)
- Haadersbach (rechts)